# Thaikkad
Thaikkad is een census town in het district Thrissur van de Indiase staat Kerala. 

## Demografie
Volgens de Indiase volkstelling van 2001 wonen er 7749 mensen in Thaikkad, waarvan 47% mannelijk en 53% vrouwelijk is. De plaats heeft een alfabetiseringsgraad van 86%. 